# Qatar Ladies Open 2012
Qatar Total Open 2012 var en professionel tennisturnering for kvinder, der blev spillet på hardcourt. Det var den 10. udgave af turnerungen som var en del af WTA Tour 2012. Turneringen blev afviklet i Doha, Qatar, fra 13. februar til 19. februar 2012.

## Finalerne

### Damesingle
Victoria Azarenka –  Samantha Stosur, 6–1, 6–2
- Det var Azarenka's tredje titel i 2012 og hendes 11th i karrieren.

### Damedouble
Liezel Huber /  Lisa Raymond –  Raquel Kops-Jones /  Abigail Spears, 6–3, 6–1